# Autisme infantile
Pour les articles homonymes, voir Autisme (homonymie).
 Mise en garde médicale
L'autisme infantile (en anglais : Childhood autism) est un trouble du développement humain défini à l'origine par Leo Kanner en 1943 comme « dérangements autistiques du contact affectif » puis en 1944 sous l'appellation « autisme infantile précoce » (early infantile autism).
Ce travail a permis d'isoler formellement un trouble infantile distinct du contexte préalable de la schizophrénie auquel il était associé, et a ouvert un domaine de recherche et de réflexion sur la notion d'autisme qui tend à être élargi à un ensemble de troubles du développement qui dépasse les critères diagnostiques d'origine.
La dénomination d'autisme de Kanner est communément employée pour désigner l'autisme infantile impliquant plus particulièrement handicap mental et acquisition du langage retardée, altérée ou inexistante dans l'autisme non verbal (donc hors syndrome d'Asperger et autisme à haut niveau de fonctionnement).

## Définition

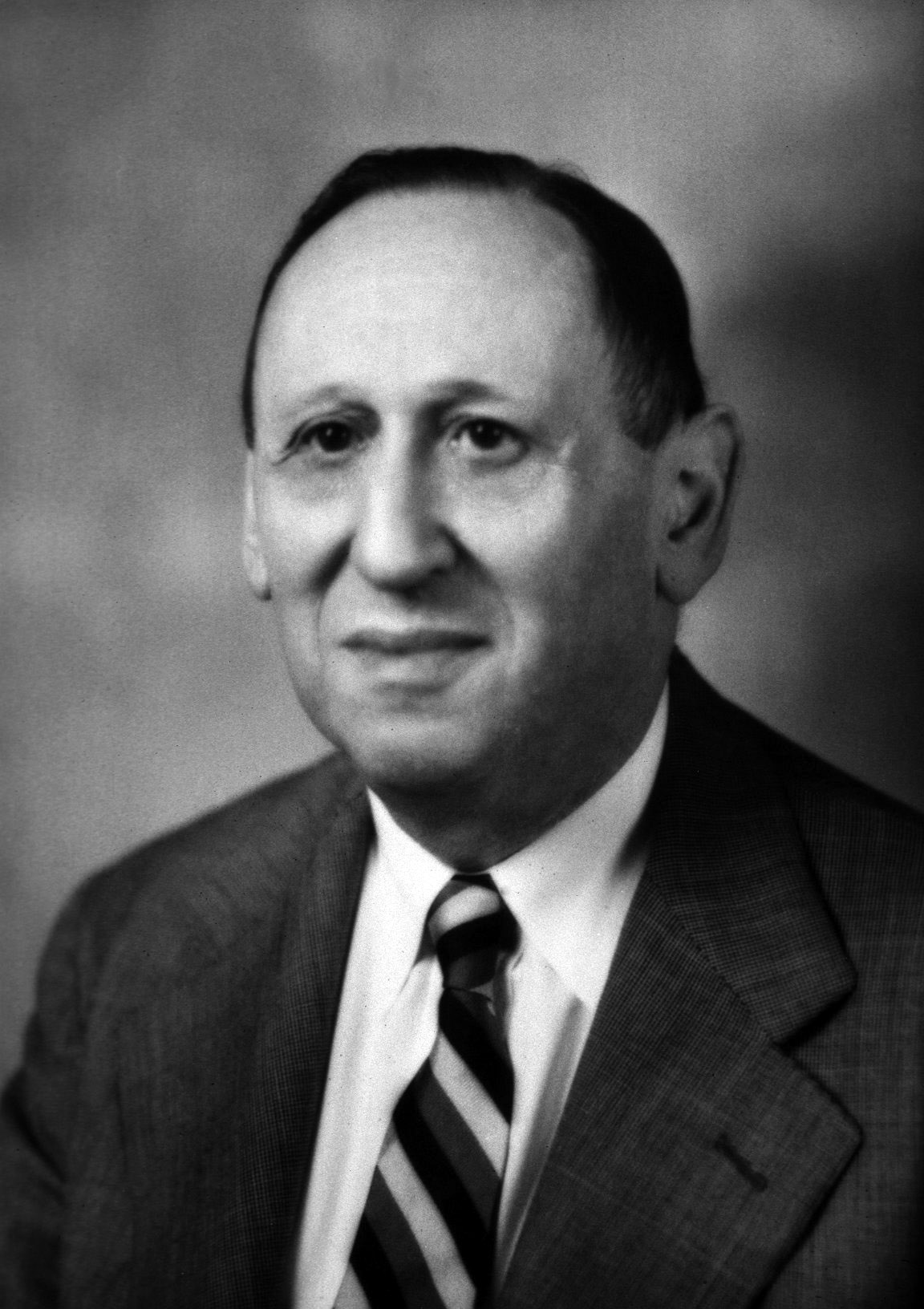
En 1943, le pédopsychiatre Leo Kanner décrit l'« autisme infantile précoce ».

Sa définition dans la classification internationale de l'OMS CIM-10, F84.0 version 2010, est plus spécifique, et le caractérise comme : « trouble envahissant du développement caractérisé par : la présence d'un développement anormal ou déficient qui se manifeste avant l'âge de trois ans ; une perturbation caractéristique du fonctionnement dans chacun des trois domaines suivants de la psychopathologie : interactions sociales, communication, comportement au caractère restreint, stéréotypé et répétitif ». 
Cette classification englobe aujourd'hui dans la notion d'autisme infantile le « syndrome de Kanner » originel, tel que décrit par Leo Kanner en 1943, variante à priori la plus lourde, marquée par un repli sur soi sévère et très souvent un retard mental associé significatif, mais aussi d'autres formes moins lourdes, allant jusqu'à l'autisme dit « de haut niveau » (sous entendu haut niveau de fonctionnement : high functioning autism). Cette notion d'autisme de haut niveau est apparue en anglais pour désigner des individus ayant évolué hors des critères diagnostiques, tels Temple Grandin, Wendy Lawson, Donna Williams et bien d'autres. Le « cas no 1 » (Case One) décrit par Leo Kanner, Donald Grey Triplett, a lui aussi été décrit dans l'enfance comme un autiste « lourd », puis a évolué jusqu'à répondre aux critères élargis de ce haut niveau de fonctionnement,.
L'autisme infantile est aussi appelé autisme, sans autre précision. Le terme étant parfois utilisé pour désigner des troubles apparentés et diagnostiqués distinctement, on tend à l'éviter pour distinguer précisément l'autisme infantile. Des études épidémiologiques sur l'autisme incluent par exemple plusieurs troubles apparentés,,.

### Classification et critères

#### CIM 10
Le CIM-10 de l'OMS définit l'autisme infantile comme un trouble envahissant du développement caractérisé par :
- un développement anormal ou altéré, manifeste avant l'âge de trois ans
- une perturbation caractéristique du fonctionnement dans chacun des trois domaines psychopathologiques suivants : interactions sociales réciproques, communication, comportement (au caractère restreint, stéréotypé et répétitif). Par ailleurs, le trouble s'accompagne souvent de nombreuses autres manifestations non spécifiques, par exemple des phobies, des perturbations du sommeil et de l'alimentation, des crises de colère et des gestes auto-agressifs.

Le CIM-10 donne comme synonyme : Autisme de la petite enfance, Psychose de la petite enfance, Syndrome de Kanner, Trouble autistique.
Il précise également que ce diagnostic ne vaut que si une psychopathie autistique (F84.5) n'est pas identifiée, autrement dit s'il ne s'agit pas d'un syndrome d'Asperger.

#### DSM IV

##### Nouveaux critères du DSM IV
Les critères descriptifs de diagnostic du Manual of Psychiatric Diseases, 4th edition (DSM-IV) de l'American Psychiatric Association sont les suivants (Diagnostic Criteria for 299.00 Autistic Disorder)[réf. souhaitée].
- Critère A :
  1. Altération qualitative des interactions sociales réciproques, sévère et durable ;
  2. Altération de la communication, marquée et durable, qui affecte les capacités verbales et non verbales ;
  3. Caractère restreint, répétitif et stéréotypé des comportements, des intérêts et des activités.
- Critère B :
  1. Début avant l'âge de 3 ans.
- Critère C :
  1. La perturbation n’est pas mieux expliquée par le diagnostic de syndrome de Rett ou de trouble désintégratif de l'enfance.

##### Anciens critères du DSM-IV
Selon le Manuel diagnostique et statistique des troubles mentaux (DSM-IV) l'autisme est un trouble envahissant du développement (TED) qui est caractérisé par des altérations graves du développement dans les trois domaines suivants : 
- communication verbale et non verbale ;
- interactions sociales ;
- comportements, intérêts et activités qui sont restreints et stéréotypés (APA 1994).

Cette « triade autistique » ne peut être diagnostiquée avant l'âge de 3 ans. Dans la majorité des cas, le syndrome autistique accompagne un retard mental. Dans le cas contraire on parle d'autisme de haut niveau.
Les symptômes se manifestent durant les trois premières années de la vie de l'enfant. Ils sont divers et varient d'un patient à l'autre, leur intensité pouvant évoluer, notamment avec l'âge :
- indifférence aux autres ou réactions bizarres ;
- comportements répétitifs et activités stéréotypées (agitation des mains, balancement du corps…) ;
- désintérêt pour les objets de son environnement ou utilisation non conventionnelle et stéréotypée ;
- mutisme ou langage inhabituel (par exemple écholalie : répétition en écho des phrases ou mots entendus) ;
- peur du changement.

Aucun d'eux n'est suffisant individuellement pour établir un diagnostic. De même, l'absence d'un critère ne disqualifie pas pour autant le diagnostic d'autisme.

## Aspects clinique et diagnostique
« Le diagnostic de l’autisme et des TED est clinique. Il n’existe aucun marqueur biologique ni aucun test diagnostique connus à ce jour. »
Ce trouble apparaît avant l'âge de trois ans, mais ses variantes les plus légères (comme le syndrome d'Asperger) peuvent n'être détectées que beaucoup plus tard, voire pas avant l'âge adulte[réf. nécessaire].
Il survient plus souvent chez les garçons que chez les filles, dans un ratio allant de 2,6 à 4 garçons pour une fille.

### Formes cliniques
Si le terme autisme peut se trouver associé à plusieurs formes clinique de TED, la notion d'autisme infantile correspond précisément à une définition clinique, même si celle-ci a sensiblement évolué. Elle a notamment été étendue à des niveaux de fonctionnement originellement incompatibles.
On a parlé d'autisme de haut niveau pour distinguer les personnes diagnostiquées avec un autisme infantile mais ayant évolué au-delà des critères cliniques. L'autisme dit de « haut-niveau » vient du terme anglais « high-functioning ». La personne rattrape le niveau cognitif normal lors de son développement. Un trouble du langage est présent, et le profil cognitif est inégal. Malgré son niveau de fonctionnement, le sujet présente clairement les symptômes de l'autisme.
Ainsi, dans ces critères il est notamment admis qu'un enfant qui a acquis des compétences verbales puisse avoir un comportement autistique.

### Précision sur le diagnostic
En France, selon les recommandations de la Haute Autorité de santé, le diagnostic doit actuellement être posé sur la base des classifications internationales, :
« Il est fortement recommandé d’utiliser pour le diagnostic nosologique la terminologie employée par la Classification internationale des maladies (CIM10) pour homogénéiser la formulation des diagnostics donnés aux parents et faciliter les comparaisons en recherche. Quand une autre classification est utilisée en complément (CFTMEA R, DSM IV...), la correspondance du diagnostic avec la CIM10 doit être indiquée. »
Le diagnostic pose un problème crucial[réf. souhaitée] :
- les troubles sont assez stables à l’âge de trois ans pour qu'on puisse poser un diagnostic fiable ; pour une forte majorité de cas, le diagnostic peut être posé dès deux ans ; avant cet âge, la fiabilité du diagnostic n’est pas garantie ;
- il faudrait cependant qu'il soit plus précoce encore pour permettre une prise en charge adaptée et intensive dès le plus jeune âge ; la question étant : existe-il des instruments ou des signes, précocement parlant, pour entraîner une exploration plus poussée ;
- mais les critères diagnostiques ne sont pas tous précocement constitués, et il n'existe pas, pour cette affection neuro-développementale, de marqueur biologique.

## Dépistage
Les classifications internationales (CIM-10, DSM-IV) insistent sur les dysfonctionnements relatifs à la communication et aux interactions sociales dans l’autisme, et ces anomalies sont difficilement détectables chez le très jeune enfant.
En réponse à ces difficultés de dépistage, Simon Baron-Cohen et al. ont élaboré en 1992 un outil permettant de repérer les signes précoces des TED chez les enfants à risque autistique dès 18 mois.
Ce test, composé d’une série de neuf questions à poser aux parents et d’une série de sept observations à effectuer par un professionnel, est simple et rapide à administrer. Il peut tout à fait être utilisé par des non-spécialistes en autisme, tels les médecins généralistes. Il est constitué d’observations concernant deux points centraux. En premier lieu, la notion de « faire semblant », présente dans le développement normal vers l’âge de 12-15 mois, et qui est perturbée dans l’autisme. En second lieu, le comportement d’attention conjointe, présent dans le développement normal vers l’âge de 9-14 mois, et qui est absent ou rare dans l’autisme.
Les études de validité (16 000 sujets) ont révélé que les enfants de 18 mois dépistés comme à haut risque de diagnostic d’autisme ont par la suite reçu ce diagnostic à 3 ans.
Le test CHAT (checklist for autism in toddlers) permet de repérer les altérations de développement de l’enfant dans les domaines suivants :
1. jeu de « faire semblant » ;
2. pointage proto-déclaratif (attirer l’attention de l’entourage vers un centre d’intérêt en pointant du doigt notamment) ;
3. intérêt social ;
4. jeu social ;
5. attention conjointe.